# 志演尊空神社
志演尊空神社（しのぶそんくうじんじゃ）は東京都江東区の神社。

## 概要
1624年（寛永元年）に創建された。菅原道真の末裔の菅原長寛が稲荷神を勧請した。その後、徳川綱吉が当社を参拝し「志演神社」と命名した。また疫病退散のために護摩を焚いたことから「ゴマ稲荷」とも呼ばれている。
1956年（昭和31年）、近くの尊空稲荷神社を合併した。

## 交通アクセス
- 南砂町駅より徒歩16分。